# Viktor Gresev
Pas d'image ? Cliquez ici

a Compétitions nationales et continentales officielles uniquement.

b Matchs officiels uniquement.
Dernière mise à jour le 30 juin 2020.
Viktor Gressev, né le 31 mars 1986, est un joueur russe de rugby à XV. Il joue en équipe de Russie et évolue au poste de troisième ligne aile au sein de l'effectif du Lokomotiv Penza.

## Carrière

### En club
- 2003-2011 : VVA Podmoskovie
- 2011-2012 : London Wasps
- 2012-2019 : Krasny Iar Krasnoïarsk
- Depuis 2020 : Lokomotiv Penza [1]

### En équipe nationale
Il a honoré sa première cape internationale en équipe de Russie le 14 octobre 2006 par une défaite 7-67 contre l'équipe d'Italie.

## Palmarès
- Vainqueur du championnat de Russie en 2004, 2006, 2007, 2008, 2009, 2010, 2013 et 2015

## Statistiques en équipe nationale
- 103 sélections en équipe de Russie, à partir de 2006 ;
- 20 essais (100 points).